# Mimobdella
Mimobdella — рід п'явок родини Salifidae ряду Безхоботні п'явки (Arhynchobdellida). Має 3 види. Спочатку відносили до родини Erpobdellidae. З 1986 року переміщено до родини Gastrostomobdellidae. На основі молекулярного філогенетичного дослідження 2010 року переведено до родини Salifidae. Стосовно належності видів Mimobdella buttikoferi і Mimobdella thienemani до цього роду викликають дискусії, що тривають з 2011 року.

## Опис
Загальна довжина представників цього роду коливається від 6 до 30 см. Зовнішністю ці п'явки схожі на види з роду Odontobdella. очі вкрай маленькі або зовсімсховані під шкірою. Тіло струнке. Складається з 5-кільцевих сомітів. Внутрішня будова має багато спільного з родом Barbronia. Має 3 м'язові щелепи(миогнати) з гострим стилетом (утворенням за допомогою яких хапається здобич), що розташовані поза глоткою. Соміти в середині тіла складаються з 9 кілець кожен, що відрізняє від інших родів своєї родини. Тіло вкрито численними виростами на кшталт пухирців. Також у цих видів відступні гастропори і додаткова копулятивна порожнина в середині. Натомість є рудиментарна сліпа кишка.
Забарвлення червонувате, бурувате, світло-коричневе.

## Спосіб життя
Тримаються річок, струмків, озер, воліють до проточної води. Можуть траплятися у гірській місцині на висоті до 3 км. Є бентосними хижаками. Більшість живиться водними безхребетними, насамперед личинками комарів-хіронімідів та олігохетами, яких проковтують за допомогою глоткового стилету.

## Розповсюдження
Зустрічаються в Японії, Китаї, Корейському півострові, Великих Зондських островах.

## Види
- Mimobdella buettikoferi
- Mimobdella japonica
- Mimobdella thienemani